# Кравченко, Владимир Иванович (легкоатлет)
Влади́мир Ива́нович Кра́вченко (укр. Володимир Іванович Кравченко; род. 22 декабря 1969) — украинский легкоатлет, специалист по тройному прыжку. Выступал за сборную Украины по лёгкой атлетике в 1990-х годах, серебряный призёр Кубка Европы, победитель и призёр первенств национального значения, участник летних Олимпийских игр в Атланте. Мастер спорта Украины международного класса. Тренер по лёгкой атлетике.

## Биография
Владимир Кравченко родился 22 декабря 1969 года. Детство провёл в Кременчуге, затем переехал на постоянное жительство в Днепропетровск.
В 1994 году одержал победу на чемпионате Украины в тройном прыжке.
В феврале 1995 года на соревнованиях в Киеве установил свой личный рекорд в тройном прыжке в закрытых помещениях — 16,86 метра.
В 1996 году стал вторым в личном зачёте на Кубке Европы в Мадриде, уступив только британцу Джонатану Эдвардсу. Благодаря череде удачных выступлений удостоился права защищать честь страны на летних Олимпийских играх в Атланте — в программе тройного прыжка с результатом 16,90 благополучно преодолел предварительный квалификационный этап, после чего в финале прыгнул на 16,62 метра и занял итоговое десятое место.
В 1997 году на турнире в Праге установил свой личный рекорд в тройном прыжке на открытом стадионе — 17,09 метра. Будучи студнтом, представлял Украину на Универсиаде в Сицилии, став в финале седьмым. Также в этом сезоне отметился выступлением на чемпионате мира в Афинах, здесь показал результат 16,24 и в финал не вышел.
В 2001 году во второй раз выиграл чемпионат Украины в тройном прыжке.
Завершил спортивную карьеру по окончании сезона 2004 года.
За выдающиеся спортивные достижения удостоен почётного звания «Мастер спорта Украины международного класса».
Впоследствии проявил себя на тренерском поприще, в частности подготовил бронзовую призёрку Олимпийских игр Анну Рыжикову (Ярощук).
Жена Наталья — тренер по лёгкой атлетике в днепропетровской Детско-юношеской спортивной школе № 3. Есть дочери Екатерина и Рита.